# Caracciolo (pirocorvetta)
La Caracciolo (già Brillante) è stata una pirocorvetta ad elica della Regia Marina, impiegata per diversi decenni, dopo la radiazione, come Nave Scuola Marinaretti.

## Storia
Impostata nell'ottobre 1865 nei cantieri di Castellammare di Stabia come Brillante e varata con questo nome il 18 gennaio 1869, la pirocorvetta venne ribattezzata Caracciolo sempre nel 1869, poco tempo dopo varo, e fu completata il 20 luglio 1870. Progettata dal generale ispettore del Genio Navale Giuseppe Micheli, la nave aveva scafo in legno con carena ricoperta di rame e tre alberi a vele quadre. Piuttosto ridotto era l'armamento, composto da sei cannoni cerchiati in ferro, a canna rigata ed avancarica, da 160 mm, disposti sul ponte di coperta.
Il 14 gennaio 1871 la Caracciolo disincagliò la grossa pirofregata corazzata Messina, che si era accidentalmente arenata su una spiaggia del Lazio.
Qualche mese più tardi la pirocorvetta venne inviata in Sudamerica, a Montevideo, dove giunse nel giugno 1871, trasportando un funzionario italiano. Successivamente la nave si trasferì a Rio de Janeiro, da dove il 18 maggio 1872 partì per spostarsi a Maldonado e quindi tornare a Montevideo. Ripartita dal Sudamerica, dopo 77 giorni di navigazione la corvetta giunse a Gibilterra l'8 giugno 1873, proseguendo quindi alla volta dell'Italia. Durante l'attraversamento dello stretto di Gibilterra la Caracciolo, agli ordini del comandante Sarlo, speronò accidentalmente una nave inglese, danneggiandola gravemente e riportando a sua volta seri danni.
Sottoposta sul finire del 1874, a Napoli, a lavori di adattamento a nave scuola siluristi, la Caracciolo venne impiegata in tale funzione dal 1875 al 1880, principalmente a La Spezia, addestrando i primi siluristi della Regia Marina: allo scopo imbarcò, nel 1875, un tubo lanciasiluri da 380 mm. Durante tale periodo la nave sperimentò per la prima volta il siluro tipo Luppis, prima arma subacquea di questo tipo adottata dalla Regia Marina. Il 1º luglio 1877 l'unità venne classificata nave da guerra di II classe. Tra i comandanti della nave in questo periodo vi furono i capitani di fregata Costantino Morin (1874-1875, istitutore della scuola siluristi) e Giuseppe Denti (1878). Il 1º dicembre 1880 la Caracciolo venne temporaneamente posta in disarmo a Napoli, restando in tale stato per diversi mesi.

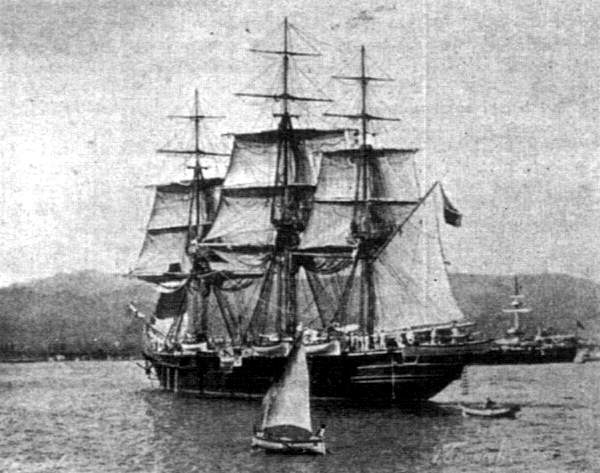
La Caracciolo fotografata intorno al 1890.

Assegnata come unità stazionaria alla stazione del Pacifico meridionale, a sostituzione dell'incrociatore Cristoforo Colombo, la pirocorvetta venne riarmata a Napoli il 16 novembre 1881 ed il 27 del mese si trasferì a Pozzuoli, da dove poi salpò il 30 novembre, al comando del capitano di fregata Carlo De Amezaga. Nei tre anni seguenti la Caracciolo compì il giro del mondo, totalizzando 35.374 miglia trascorse in mare (di cui 16.222 di navigazione a vela), con scopi diplomatici, scientifici, addestrativi, commerciali ed idrografici, superando varie difficoltà e toccando spesso località scosse da guerre od epidemie, sperimentando la nuova rotta apertasi grazie al canale di Suez. Uscita dal Mediterraneo dopo aver fatto tappa a Cagliari e Gibilterra, e toccando inoltre Madera, le isole di Capo Verde e São Vicente durante la traversata dell'Atlantico, il 26 gennaio 1882 la Caracciolo giunse a Rio de Janeiro, da dove, il 2 marzo, dopo aver fatto tappa anche a Santa Catarina (26 febbraio), si trasferì a Montevideo, restando stazionaria sul Rio della Plata sino all'11 maggio. In questo lasso di tempo i membri dell'equipaggio raccolsero campioni naturalistici e reperto reperti ed informazioni sulle civiltà locali, mentre il comandante De Amezaga appoggiò la locale comunità italiana in una controversia con le autorità locali, riguardante le false accuse e torture perpetrate nei confronti di due italiani sospettati di omicidio:  I cittadini italiani Raffaele Volpi e Vincenzo Patroni erano stati indicati come i responsabile del uccisione, a scopo di rapina, di Juan Bentancourt. I quotidiani locali insistettero sulla colpevolezza dei due italiani chiedendo una punizione esemplare, anche sull'onda di un risentimento della popolazione locale nei confronti della comunità italiana. De Amezaga visitò i due sospettati in carcere, verificando visibili segni di tortura, e raccolse delle testimonianze che si rivelarono cruciali per l'assoluzione di Volpi e Patroni. De Amezaga arrivò a minacciare la chiusura della sede diplomatica a Montevideo e aprì un vero e proprio contenzioso tra le autorità locali e quelle italiane, che si concluse solo con l'individuazione dei colpevoli e di un risarcimento per i due italiani. La vicenda ebbe grande risalto tra gli italiani in America latina, in segno di riconoscimento, la comunità italiana gli fece omaggio di una pergamena commemorativa mentre una rappresentazione teatrale incentrata sul caso Volpi e Patroni fu messa in scena negli anni successivi a Buenos Aires. Ripartita il 25 maggio 1882, il 7 giugno la nave attraversò lo stretto di Magellano e quindi, durante la risalita della costa cilena alla volta di Ancud, iniziata il 21 giugno, costeggiò la Patagonia (in zona, dopo Baia Rayo, completamente mancante dalle carte né segnalata in alcun modo), dove esplorò una baia non segnata sulle carte, che prese il nome di «Baia Caracciolo», dando inoltre nomi di membri dell'equipaggio a montagne (come il Monte Manassero, il più alto della zona, la cui cima venne raggiunta dal sottotenente di vascello Manassero e da tre marinai), isole (come gli «Isolotti Ronca», dal nome del naturalista ed ufficiale sottordine alla rotta, poi in comando di guardia, sottotenente di vascello Gregorio Ronca, che aveva cartografato tale arcipelago, l'«isola Denaro», la cui posizione venne rilevata come 50°18'16” S e 75°15'22” O e sulla quale vennero rinvenute due capanne abbandonate di indigeni, e lo «scoglio Izzo», vertice centrale per la triangolazione, sul quale venne eretto un parallelepipedo di 1,20 metri con una targa in piombo ed una in legno con il nome della Caracciolo e la data) e tratti di costa rilevati e cartografati con precisione nell'esplorazione. Durante la navigazione da Punta Arenas alla provincia di Chiloé (25 maggio-8 agosto), la pirocorvetta raccolse in totale 120 esemplari di fiori, felci, epatiche, muschi e licheni (39 nello stretto di Magellano, 51 nei canali occidentali e 30 nella zona di Chiloé: di questa collezione si parlò anche nella stampa scientifica internazionale). Dopo aver toccato Valparaíso e Callao, dal giugno 1882 al giugno 1883 la nave stazionò a Valparaiso – lasso di tempo in cui venne effettuata una crociera d'istruzione lungo la costa sudamericana fino a Panama, dove la nave trascorse il Natale del 1882 e l'inizio del 1883, raccogliendo altri esemplari naturali ed informazioni sulle civiltà andine, mentre a Guayaquil il comandante De Amezaga si oppose alla fucilazione sommaria per evasione di un cittadino italiano, detenuto per furto e falsificazione di denaro –, ripartendo l'11 giugno 1883 alla volta di Tahiti (raggiunta il 14 luglio), le Figi e Sydney, che toccò in settembre, attraversando poi lo stretto di Torres (all'epoca poco noto) ed il canale della Sonda per giungere a Giava e poi a Makassar il 6 marzo 1884, dove vennero ascoltate le testimonianze della devastante esplosione del vulcano Krakatoa, avvenuta nell'agosto precedente: la Caracciolo osservò i resti dell'isola dove sorgeva il vulcano. Ripartita, la pirocorvetta toccò le Molucche, fece scalo a Singapore, attraversò lo Stretto di Malesia affrontando forti vortici prodotti dalle correnti, fu a Sumatra, Ceylon (più specificamente a Colombo), nelle Seychelles e ad Aden: da quest'ultimo porto, il 28 luglio 1884, la pirocorvetta iniziò la risalita del Mar Rosso via Perim ed Assab, attraversando poi il canale di Suez. A conclusione della circumnavigazione, la nave, dopo aver toccato Suda e Brindisi il 3 settembre, giunse infine a Venezia il 9 (o 21) settembre 1884. Durante il viaggio vennero raccolte antichità sudamericane e malesi, minerali, animali (catturati soprattutto ad opera di quattro ufficiali tra cui Rocca, ed i cui esemplari più significativi erano un formichiere catturato a Panamá il 23 gennaio 1883, un esemplare delle Columbidae cacciato nelle Molucche il 27 febbraio 1884, due esemplari delle Rallidae saliti sulla nave nel corso di un temporale nel golfo di Panamá e degli esemplari di Procellariidae) e piante esotiche che andarono poi ad arricchire i musei italiani, come una raccolta zoologica donata al Museo Zoologico dell’Università di Roma. Emilio Salgari, tra l'altro, trasse spunto anche dalla voluminosa relazione sul viaggio della Caracciolo («Viaggio di circumnavigazione della Regia Corvetta “Caracciolo” negli anni 1881-82-83-84», scritta dal comandante De Amezaga e pubblicata nel 1885) per i suoi racconti.

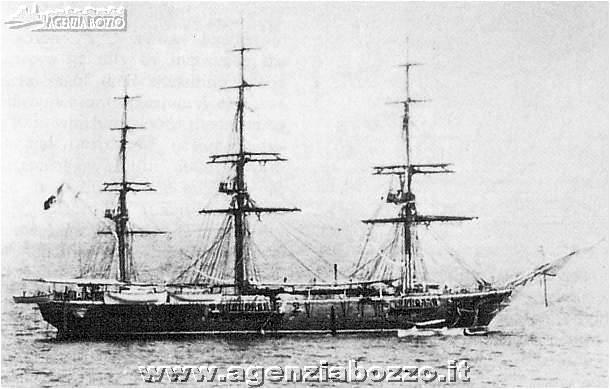
La Caracciolo nel 1895 circa, durante i suoi ultimi anni di servizio attivo.

Successivamente la pirocorvetta fu utilizzata come nave scuola: nel 1891, al comando del capitano di vascello Parascandolo e poi del parigrado Angelo Giraud, fece parte della Divisione navale d'istruzione, insieme alla pirofregata Vittorio Emanuele, alla pirocorvetta Vettor Pisani ed al pirotrasporto Cavour, e nel 1892, con analoga funzione, fu a Vigo, in Spagna. Nel 1893 la nave venne sottoposta ad estesi lavori, durante i quali subì consistenti modifiche alla velatura ed all'armamento, quest'ultimo ridotto a due cannoni da 75 mm e quattro da 57 mm. Terminati i lavori, la Caracciolo tornò in servizio il 10 maggio 1894, venendo impiegata come nave scuola mozzi e timonieri per conto dell'Accademia Navale di Livorno, per la quale compì quattro crociere d'istruzione.
Nell'ottobre 1895 la Caracciolo venne privata dell'apparato motore. Dal 1895 al 1904 la corvetta venne impiegata come nave scuola, compiendo crociere di addestramento con navigazione esclusivamente a vela in tutto il Mediterraneo.
Disarmata l'11 novembre 1904, l'ormai anziana Caracciolo rimase inattiva a La Spezia sino al 10 marzo 1907, data della sua radiazione. Fu adibita sino al 1909 a nave caserma per mozzi e specialisti sempre alla Spezia.

## Nave asilo per scugnizzi

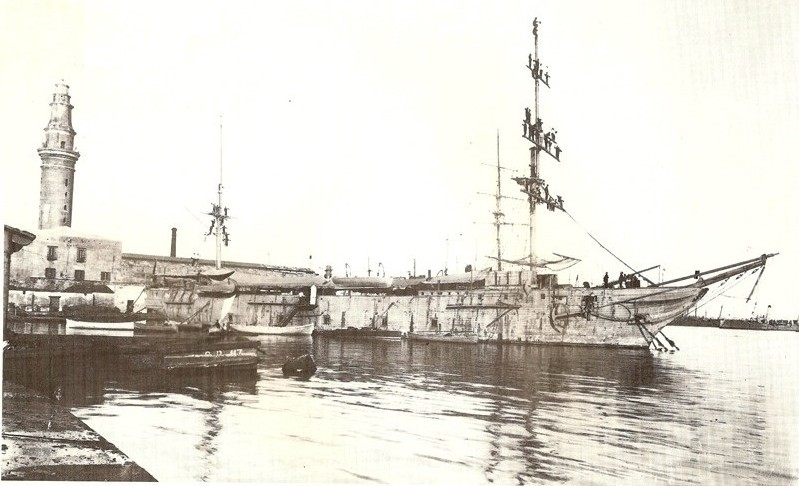
La Caracciolo nell’aprile 1923, ormeggiata al molo Beverello di Napoli come nave asilo.

La vetusta unità, destinata alla demolizione, venne donata alla città di Napoli dietro proposta della signora Giulia Civita Franceschi, intenzionata a farne una nave scuola (o «nave asilo») per il recupero di bambini (dai tre anni in su) e ragazzi abbandonati, per sottrarli alla miseria ed alla delinquenza ed educarli alla vita marinara, come già fatto a Genova dal professor Garaventa.
Dopo essere stata adattata per tali scopi (tra l'altro venne eliminato l'albero maestro lasciando invece trinchetto e mezzana), la «Nave Scuola Marinaretti Caracciolo» venne inaugurata nell'aprile del 1913. Sovvenzionata dal governo con 16.000 lire all'anno, la nave scuola era gestita da ex ufficiali di Marina, mentre personale inquadratore anch'esso della Regia Marina era incaricato della disciplina e l'istruzione era impartita da ex sottufficiali di Marina per la parte militare, e da insegnanti civili per la parte elementare (meccanica, falegnameria, geografia e biologia). Medici civili, tra cui il dottor Guido Bocca, che operò gratuitamente, si occupavano delle questioni igienico-sanitarie. Per oltre un decennio la Caracciolo rimase ormeggiata in tali funzioni al molo Beverello del porto di Napoli, poi venne spostata al Pontile Vittorio Emanuele ed in ultimo nella parte interna del Molo San Vincenzo del medesimo porto, anche se in estate la nave si trasferiva a Castellammare di Stabia. Giulia Civita diresse la scuola dall'agosto 1913 (quando in pochi mesi l'istituzione raccolse già 51 allievi) sino al 1928 (quando venne allontanata dal fascismo per far assorbire la scuola dall'Opera Nazionale Balilla), periodo durante il quale 750 tra orfani di marittimi e ragazzi abbandonati vennero accolti e rieducati. 

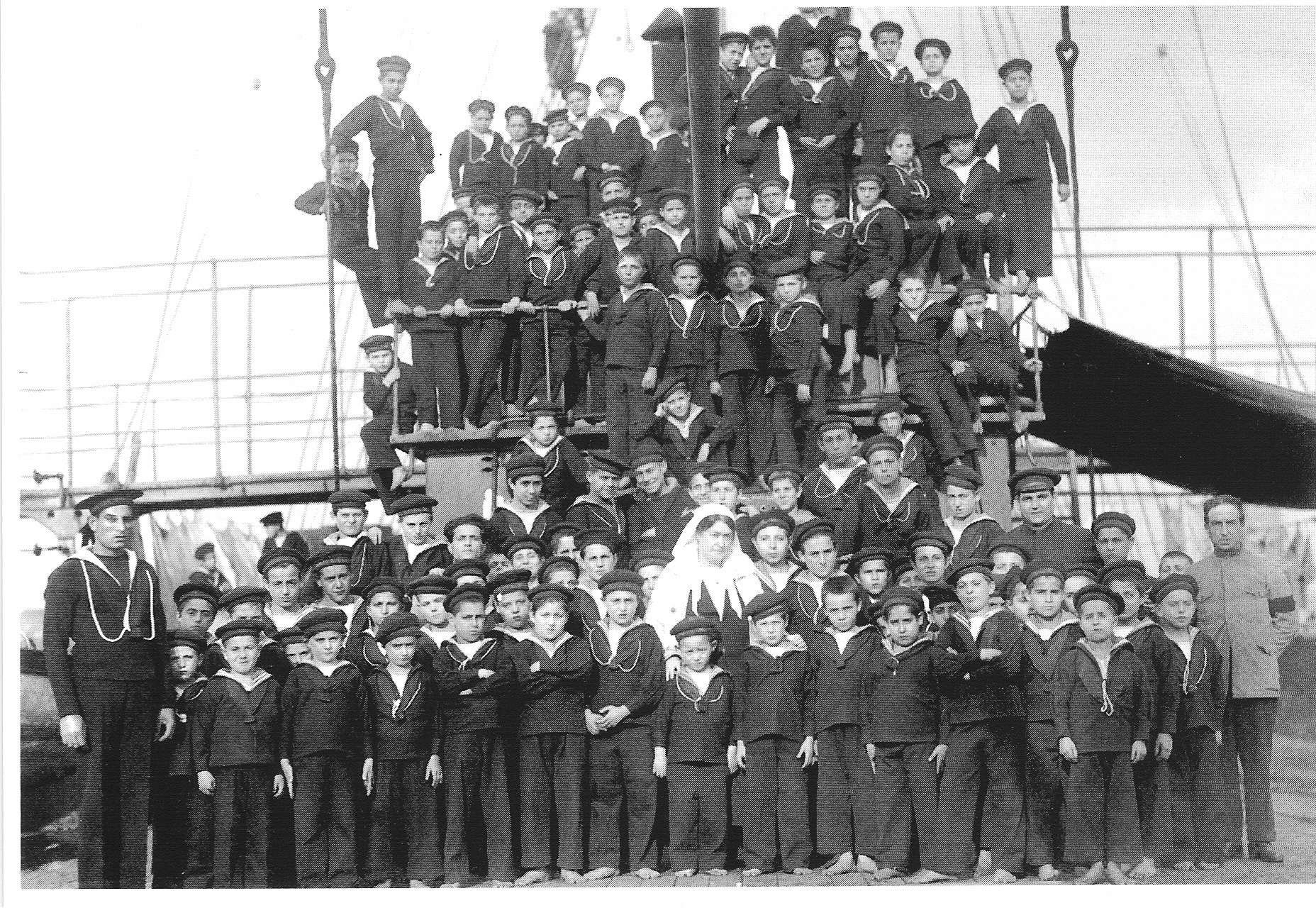
Giulia Civita Franceschi in mezzo ai suoi marinaietti sulla nave asilo Caracciolo.

Diversi studiosi italiani – tra cui Maria Montessori – e stranieri – compresa, ad inizio anni venti, una delegazione giapponese, intenzionati a ricavarne spunti per la riforma scolastica del Giappone – visitarono la Caracciolo, restando favorevolmente impressionati dai risultati raggiunti, e nel 1922 la signora Civita ricevette una medaglia d'oro conferita dal Ministro della pubblica istruzione Antonino Anile.
A partire dalla fine del 1918 la Caracciolo venne impiegata anche per una Scuola di pesca su desiderio dell'Amministrazione comunale di Napoli, che indicava anche i 50 orfani che avrebbero dovuto frequentare tale corso: nel 1921 nacque così la «Scuola per Pescatori e Marinaretti» (SPEM, poi chiusa dal regime fascista nel 1933). La signora Civita avrebbe anche desiderato estendere le attività della scuola a bambine e ragazze, ma il progetto non ebbe seguito. Nel 1928, in seguito all'instaurazione del regime fascista, l'istituzione venne incorporata nell'Opera Nazionale Balilla, e nel 1933 la Caracciolo ospitava 331 allievi, cui si aggiunsero, nel 1935, alcuni dei 37 marinaretti del Collegio Marittimo di Anzio, chiuso in quell'anno. Essendo ormai lo scafo della Caracciolo molto vecchio, a quasi ottant'anni dalla costruzione, l'ONB decise di trasferire la scuola dalla vecchia corvetta in alcuni moderni edifici di Sabaudia: tale risoluzione venne attuata il 18 luglio 1936.

## La fine
Abbandonata nel porto di Napoli, la Caracciolo venne duramente colpita durante i pesanti bombardamenti aerei su Napoli della seconda guerra mondiale, ma i gravi danni poterono essere riparati. La vecchia corvetta venne avviata alla demolizione verosimilmente qualche tempo dopo il conflitto. La campana di bordo, insieme al siluro Luppis, è conservata al Museo Tecnico Navale di La Spezia.